# Cheilotrichia (Empeda) mayanymphica
Cheilotrichia (Empeda) mayanymphica is een tweevleugelige uit de familie steltmuggen (Limoniidae). De soort komt voor in het Neotropisch gebied.